# Абуль-Фадль аль-Мустаїн
Абуль-Фадль аль-Мустаїн (араб. المستعين بالله; 1390–1430) — мамелюкський султан Єгипту з династії Бурджитів, ббасидський халіф в Каїрі.

## Життєпис
1412 року, взявши з собою халіфа аль-Мустаїна (1390—1430), Фарадж здійснив невдалий похід до Сирії. Зазнавши поразки потрапив в облогу в Дамаску, а халіф потрапив у полон до заколотників. Вони проголосили аль-Мустаїна султаном Єгипту, але той відмовлявся від такої сумнівної честі. Невдовзі Фараджа схопили й він постав перед судом емірів. Суд засудив його до смерті, утім аль-Мустаїн помилував його. За кілька місяців намісник Триполі й Дамаска, Шайх аль-Муаяд усунув халіфа від влади й сам став султаном, відновивши у країні мир і порядок.